# Státhis Damianákos
Státhis Damianákos (en grec : Στάθης Δαμιανάκος ; Athènes, 18 novembre 1937 - 10e arrondissement de Paris, 12 mai 2003,) est considéré comme l'un des chercheurs les plus en avant dans les domaines de la sociologie du monde agricole, de l’ethnologie et de la culture en Grèce[pas clair].
Ses travaux les plus connus sont : Κοινωνιολογία του ρεμπέτικου (Sociologie du Rebetiko) et Paradosi antarsias kai laïkos politismos (Tradition de révolte et culture populaire).
Damianákos était un sociologue marxiste. Il a été professeur à l’université Paris X. En 2002, il a été professeur invité à l’université de Crète à Réthymnon. Peu de temps avant de s’éteindre dans son appartement de Paris, il avait exprimé son souhait de continuer l’enseignement en Crète. En mai 2005, une conférence à sa mémoire a été tenue à Athènes.